# Low-profile Quad Flat Package

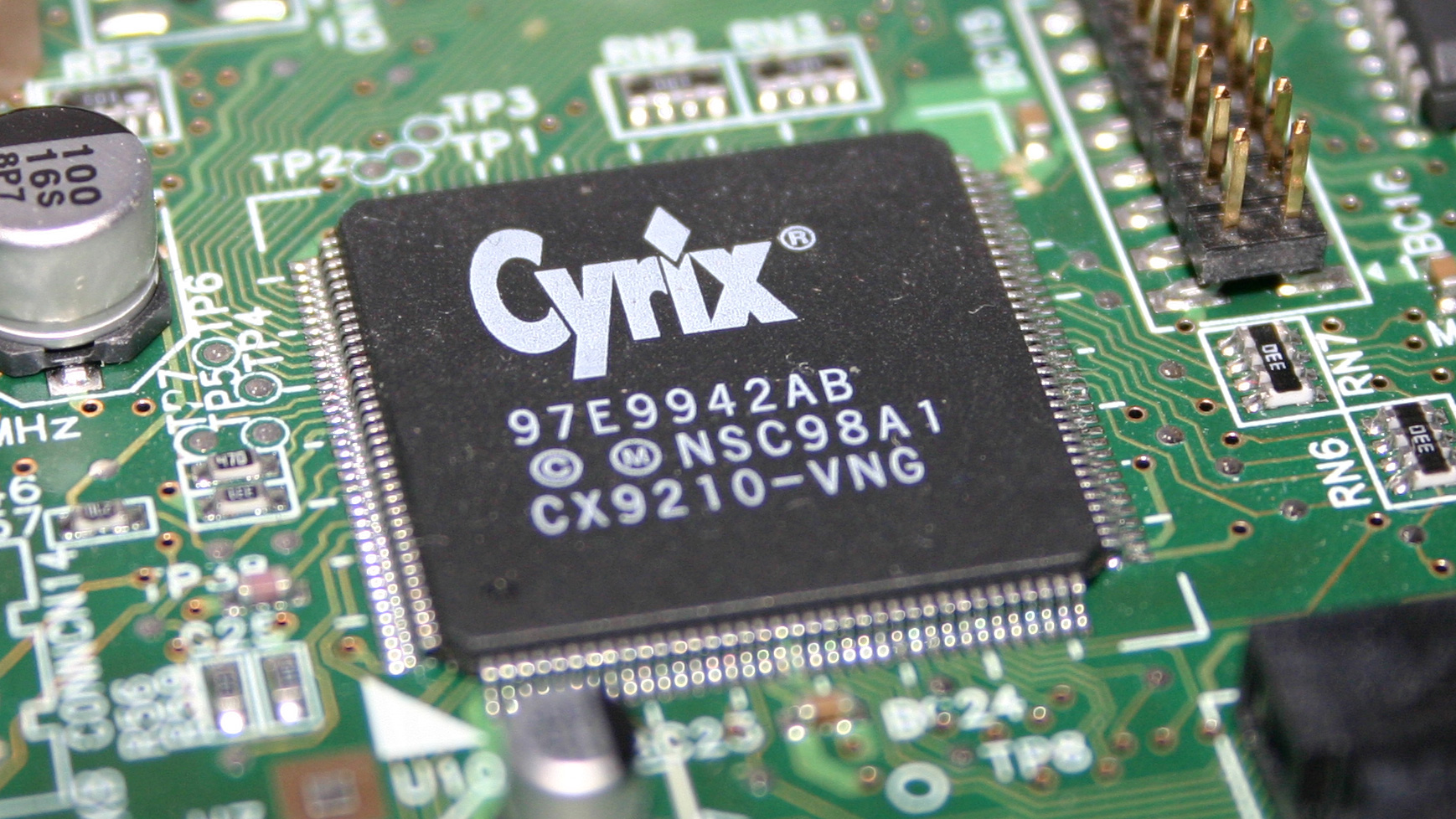
Cyrix CX9210A en encapsulado LQFP de 144 pines.

El encapsulado cuadrado plano de perfil bajo o Low-profile Quad Flat Package (LQFP) es un encapsulado de circuito integrado para montaje superficial con los conectores de componentes extendiéndose por los cuatro lados.
Los pines se numeran en sentido contrario a las agujas del reloj a partir del punto guía.
El espacio entre pines puede variar; los intervalos más comunes son 0,4; 0,5; 0,65 y 0,80 mm.